# Лора Марлінг
Лора Беатріс Марлінг (англ. Laura Beatrice Marling; народилася 1 лютого 1990) — британська фолк-співачка та авторка пісень. Лауреатка Brit Awards як найкраща британська сольна виконавиця 2011 року та номінантка на цю ж нагороду у 2012, 2014, 2016 та 2018 роках.
У віці 16 років Марлінг переїхала до своїх старших сестер у Лондон для того, щоб займатися музичною кар'єрою. Вона грала з кількома групами та випустила свій дебютний альбом Alas, I Cannot Swim» у 2008 році. Її перший альбом, другий альбом «I Speak Because I Can», четвертий альбом «Once I Was an Eagle» і сьомий альбом «Song for Our Daughter» були номіновані на музичну премію Mercury Prize у 2008, 2010, 2013 та 2020 роках відповідно. Її шостий альбом «Semper Femina» так само, як і «Song for Our Daughter», також був номінований на премію Греммі в категорії «Найкращий фолк-альбом».
Її пісні торкаються тем сексу і стосунків, сучасного уявлення про жіночність та травми.